# Sân bay quốc tế Kutaisi
Sân bay quốc tế Kutaisi (IATA: KUT, ICAO: UGKO) cũng gọi là sân bay quốc tế David the Builder Kutaisi là một sân bay có cự ly 14 km về phía tây Kutaisi, thành phố lớn thứ nhì Gruzia và thủ phủ vùng Imereti. Nó là một trong ba sân bay quốc tế hiện đang hoạt động ở Gruzia (cùng với sân bay quốc tế Tbilisi và sân bay quốc tế Batumi ở khu vực nghỉ mát Biển Đen Adjara). Sân bay có một đường băng dài 2600 mét.

## Hãng hàng không và tuyến bay
| Hãng hàng không  | Các điểm đến      |
| ---------------- | ----------------- |
| Belavia          | Minsk-National    |
| S7 Airlines      | Moscow-Domodedovo |
| Wizz Air Ukraine | Kiev-Zhuliany     |